# Vallfogona de Riucorb
Vallfogona de Riucorb är en kommun i Spanien.   Den ligger i provinsen Província de Tarragona och regionen Katalonien, i den östra delen av landet, 400 km öster om huvudstaden Madrid. Antalet invånare är 119. Arean är 10,9 kvadratkilometer. Vallfogona de Riucorb gränsar till Montoliu de Segarra, Llorac, Savallà del Comtat, Conesa, Passanant i Belltall och Guimerà. 
Terrängen i Vallfogona de Riucorb är platt åt nordväst, men åt sydost är den kuperad.